# 新倉停車區
新倉停车区（平假名：にいくらパーキングエリア）位於日本埼玉縣和光市，是東京外環自動車道之休息站，此休息站同時設置和光北IC。車輛不可由一般道路經此交流道前往新倉停车区，反之亦然。

## 連接道路
- 東京外環自動車道

## 历史
- - 1992年11月27日 - 東京外環自動車道和光IC至三鄉JCT開通，此休息站也同時啟用。

## 休息站設施
- 上下行共用
  - 停車場
    - 小型車：63台
    - 大型車：23台

  - 廁所
    - 男士 大7（蹲式5、坐式2）小20
    - 女士 26（蹲式18、坐式8）

  - 小食販賣（7:30-19:30）
  - 購物中心（7:30-19:30）
  - 自動售賣機

## 鄰近設施
東京外環自動車道
(51)和光IC - (52)和光北IC/新倉停车区 - (53)戶田西IC

## 相關項目
- 日本服務區與休息區列表

## 外部連結
- 東日本高速道路株式會社 （页面存档备份，存于）
  - e-NEXCO服務區與休息區情報